# Натали Вуд
Натали Вуд, рођена као Наталија Николајевна Закаренко (енгл. Natalie Wood; 20. јул 1938 — 29. новембар 1981), је била америчка филмска глумица руског порекла, једна од највећих холивудских звезда седамдесетих година 20. века.

## Биографија

### Младост
Натали Вуд је рођена 20. јула 1938. године у Сан Франциску у породици руских православних имиграната Николаја и Марије Закаренко, који су једва говорили енглески када су се доселили у САД. Родитељи су јој касније променили презиме у Гурдин, тако да се она од своје 4. године звала Natasha Gurdin. Већ као мало дете започела је каријеру на филмовима Чудо у 34. улици (1947), под строгим надзором своје мајке. Њена сестра Лана Вуд је такође била глумица те је наступила и у Плејбоју, док је њен отац Николај описан као пасивни алкохоличар који је чинио све што му је рекла супруга.

### Каријера
Са непуних 17 година је Натали је снимила већ 18 филмова, али је хтела одраслу улогу и добија је у славној драми „Бунтовник без разлога“ (1955). Наводно је током снимања имала аферу са редитељем Николасом Рејом и глумцем Денисом Хопером, али не и са звездом Џејмсом Дином. За ту је улогу номинована за Оскара. Касније су уследиле улоге у славним филмовима као што су: “Трагачи”, „Прича са западне стране“ (која је освојила Златни глобус и Оскара за најбољи филм). За улогу полно фрустриране тинејџерке у драми “Сјај у трави” и девојке која планира направити абортус у „Љубав са правим странцем“ поново је номинована за Оскара. Године 1966. је узела три године предаха од филмова како би била више са својом породицом (те је наводно због тога одбила улогу у класику „Бони и Клајд“). Чак и када се вратила филму, снимала је све ретко током седамдесетих. Освојила је 3 Златна глобуса; два пута за најобећавајућу нову звезду, а један за улогу у ТВ серији “Одавде до вечности” из 1980. године.

## Приватни живот
Елвис Пресли и Ворен Бејти су такође били неки од славних особа са којима је имала љубавну везу. Њен брак са глумцем Робертом Вагнером је био буран, али су њих двоје били помирени до раздобља њене смрти. Године 1981. се утопила и преминула са само 43 године док је њихова јахта била на Каталина Ајланду. Истрага из Лос Анђелеса је утврдила да се радило о несретном случају, али су се шпекулације о том догађају наставиле. Наводно је Натали хтела или напустити јахту или осигурати кормило али се случајно оклизнула, пала у воду и утопила. Да ствар буде још чуднија, она је током целог свог живота имала фобију од дубоке воде. У том раздобљу је снимала филм „Brainstorm“ те се припремала за позоришну представу „Анастазије“. Имала је две кћерке; Наташа Грегсон Вагнер (са Ричардом Грегсоном) и Кортни Вагнер (са Робертом Вагнером).